# Sergio Ottolina
Sergio Ottolina (Sergio Eliseo Ottolina; * 23. November 1942 in Lentate sul Seveso; † 28. April 2023) war ein italienischer Sprinter.

## Sportliche Laufbahn
1962 gewann er bei den Europameisterschaften in Belgrad Bronze über 200 Meter und wurde Fünfter in der 4-mal-100-Meter-Staffel. Im Jahr darauf gewann er bei den Mittelmeerspielen 1963 Bronze über 200 Meter.
Bei den Olympischen Spielen 1964 in Tokio wurde er Achter über 200 m und Siebter in der 4-mal-100-Meter-Staffel.
1966 gewann er bei den Europäischen Hallenspielen in Dortmund Silber in der 1600-Meter-Staffel. Bei den Europameisterschaften in Budapest wurde er Sechster in der 4-mal-100-Meter-Staffel und erreichte über 200 Meter das Halbfinale.
Bei den Olympischen Spielen 1968 in Mexiko-Stadt wurde er in der 4-mal-100-Meter-Staffel und der 4-mal-400-Meter-Staffel jeweils Siebter. Über 400 Meter trat er im Viertelfinale nicht an.
1963 und 1964 wurde er Italienischer Meister über 100 Meter, 1964 und 1966 über 200 Meter. 1962 wurde er Japanischer Meister über 100 und 200 Meter.

## Persönliche Bestzeiten
- 100 m: 10,3 s, 10. Juni 1962, Mailand
- 200 m: 20,4 s, 21. Juni 1964, Saarbrücken
- 400 m: 46,2 s, 9. Mai 1965, Sassari